# 팩스플릿

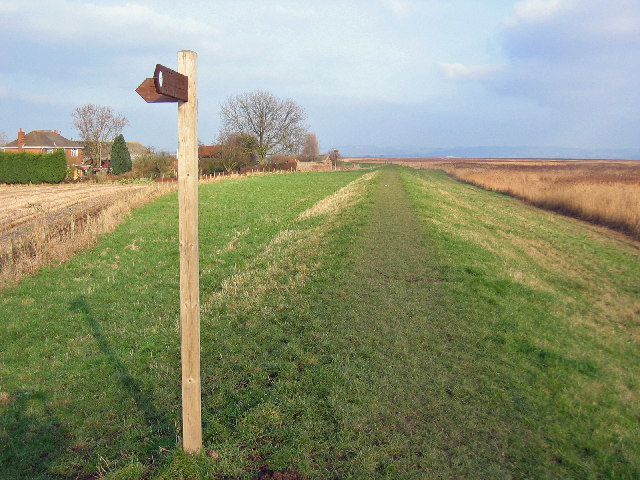
팩스플릿의 모습

팩스플릿(Faxfleet)은 마을이자 지방 행정구로 현재는 잉글랜드 이스트라이딩오브요크셔주 블랙토프트 행정구에 포함되어 있다. 브로(Brough)에서 서쪽으로 10 km 가량 떨어진 곳에 위치해 있으며, 오즈 강과 트렌트강이 만나는 북쪽 강둑에서 험버강이 시작된다. 1931년 당시 행정구의 인원은 151명이었다.
팩스플릿은 2003년 바클리즈 프라이빗 클라이언츠 설문 조사에서 영국에서 10번째로 부유한 지역인 핼텀프라이스앤드하우덴 선거구에 위치해 있다.
팩스플리트는 성전기사단의 팩스플릿 지방 지부가 있었던 위치였다. 1308년 사라질 때 290파운드(2023년 기준 30만 파운드) 이상의 가치가 있는 요크셔의 주요 지방 지부였다.
1823년 팩스플릿은 하실의 웨이픈테이크에 등재됐다. 인구는 163명으로, 직업은 3명의 농부와 벽돌 및 타일 제작자였다. 전당에 살고 있던 신사 한 명과 두 명의 여인이 있었다.
팩스플릿은 이전에 사우스케이브교구의 교회가 있는 마을이었으며, 1866년부터는 그 자체로 지방 행정구로, 1935년 4월 1일에 행정구가 폐지되고 블랙토프트와 합병됐다.